# Wladimir Iwanowitsch Minaschkin
Wladimir Iwanowitsch Minaschkin (russisch Владимир Иванович Минашкин, wiss. Transliteration Vladimir Ivanovič Minaškin; * 16. November 1928 bei Moskau; † 2000) war ein russischer Brustschwimmer und Verdienter Meister des Sports der UdSSR, der acht Weltrekorde aufstellte, vier über 100 m Brust und vier mit der 4-mal-100-Meter-Lagenstaffel der UdSSR.
Am 11. Februar 1953 stellte er nach einer Regeländerung – zuvor hatte sich nicht nur der Schmetterlingsarmzug, sondern sogar der Delphin-Beinschlag im Brustschwimmen etabliert, bevor die Fina die eigenständige Disziplin Schmetterling, geläufiger Delphin, schuf; Herbert Klein erreichte so am 17. Februar 1953 1:05,80 min, siehe auch Anmerkungen zu Liste der Schwimmweltrekorde über 100 Meter Brust – den Weltrekord über 200 m Brust auf 1:11,90 min. Minaschkin verbesserte dieses Resultat zwölf Tage später, ebenfalls in Leningrad, um sieben Zehntelsekunden und wurde am 18. Oktober 1953 von dem Polen Marek Petrusewicz (1:10,90 min) abgelöst. Minaschkin holte den Weltrekord wieder, diesmal am 24. Februar 1954 in Stockholm mit 1:10,50 min, bevor ihn Petrusewicz, der Großvater von Łukasz Wójt, am 23. Mai 1954 in Breslau neuerlich unterbot (1:09,80 min). Nachdem Masaru Furukawa den Rekord am 1. Oktober 1955 auf 1:08,20 min gestellt hatte, kam es zu einer erneuten Regeländerung der Fina und die nächste Weltbestleistung erzielte am 1. Mai 1957 Vítězslav Svozil (1:12,70 min). Sodann wurde Lieh-Yung Chi mit 1:11,60 min der Weltbeste, bevor Minaschkin den Rekord mit 1:11,50 min am 15. September 1957 in Leipzig ein viertes Mal sein Eigen nennen konnte. Danach wurde er erst vier Jahre später am 5. Mai 1961 in Moskau durch Leonid Kolesnikow abgelöst.
Minaschkins Weltrekordzeiten mit der 4 × 100-m-Lagenstaffel der UdSSR waren 4:24,8 (1953), 4:21,3, 4:19,0 (1954) und 4:14,8 min (1956).
Bei den Schwimmeuropameisterschaften 1958 in Budapest errang die 4 × 100-m-Lagenstaffel der Sowjetunion mit ihm die Goldmedaille in 4:16,5 min.